# 久世岳
久世岳是日本漫画家。出身於京都府。代表作有《陰晴不定的體操哥哥》等。2014年他的作品『Irene』在月刊少年GANGAN上連載。2015年的作品《翼國留學記》（『トリマニア』）又在GANGAN ONLINE上連載，2017年的作品《陰晴不定的體操哥哥》在一迅社旗下的『comic POOL』上連載，2019年的作品『ニラメッコ』又在白泉社旗下的ヤングアニマルZERO上連載。

## 外部連結
- 久世岳的X（前Twitter）
- 久世岳的pixiv
- 久世岳的Instagram帳戶